# Svartmaskad kotinga
Svartmaskad kotinga (Conioptilon mcilhennyi) är en fågel i familjen kotingor inom ordningen tättingar.

## Utbredning och systematik
Fågeln förekommer i tropiska sydöstra Peru (södra Ucayali och södra Madre de Dios). Den placeras som enda art i släktet Conioptilon’'.

## Status och hot
Arten har ett stort utbredningsområde, men tros minska i antal, dock inte tillräckligt kraftigt för att den ska betraktas som hotad. Internationella naturvårdsunionen IUCN listar arten som livskraftig (LC).